# Graveson
Graveson – miejscowość i gmina we Francji, w regionie Prowansja-Alpy-Lazurowe Wybrzeże, w departamencie Delta Rodanu.
Według danych na rok 1990 gminę zamieszkiwały 2752 osoby, a gęstość zaludnienia wynosiła 117 osób/km² (wśród 963 gmin regionu Prowansja-Alpy-W. Lazurowe Graveson plasuje się na 218. miejscu pod względem liczby ludności, natomiast pod względem powierzchni na miejscu 434.).

## Współpraca
Miejscowość partnerska:
- Thônex, Szwajcaria